# ソーリェル鉄道

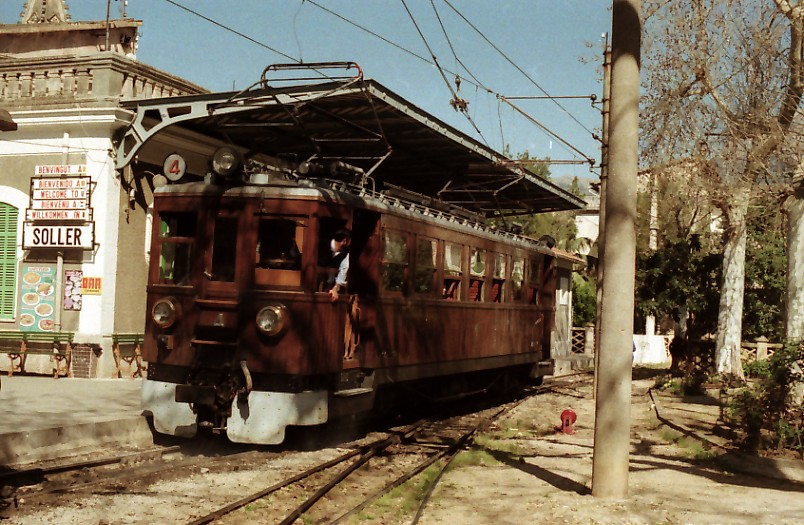
ソーリェル駅に停車中の車両

ソーリェル鉄道（スペイン語:Ferrocarril de Sóller）は、スペイン・バレアレス諸島州に属するバレアレス諸島・マヨルカ島の首都であるパルマ・デ・マヨルカと、同島の北西部にあるソーリェルを結ぶ、軌間914mmの電化鉄道である。この鉄道は1911年に、オレンジやレモンの輸出の利益を元手にして開業された。島内の交通手段であるばかりではなく、古典的な電車列車が山越えをすることで名物となっている。毎年12月と1月は定期点検のために運休となる。起点のパルマ駅は、マヨルカ鉄道の交通結節点であるスペイン広場地下駅の近くの地上にあり、古い建物は一部が博物館として改装されている。
| スタブアイコン | サブスタブ | この項目は、まだ閲覧者の調べものの参照としては役立たない、鉄道に関連した書きかけの項目です。この項目を加筆・訂正などしてくださる協力者を求めています（P:鉄道/PJ:鉄道）。 |